# TKO (videogioco)
TKO è un videogioco sportivo di pugilato pubblicato nel 1988 per Commodore 64 e nel 1989 per MS-DOS dalla Accolade. La sua caratteristica più originale è la visuale in prima persona, anche per due giocatori, a schermo diviso. Il titolo è la sigla del knock-out tecnico.

## Modalità di gioco
Lo schermo di gioco è diviso a metà in orizzontale e ciascuna mostra una visuale frontale del busto di uno dei due pugili. Sullo sfondo di ciascuno si vedono soltanto le corde del ring. Quando un pugile sferra un pugno si vede il guantone protendersi verso lo schermo e comparire anche nell'altra visuale mentre si dirige sull'avversario. A lungo andare le facce dei pugili possono riportare lividi e ferite. Sulla destra dello schermo c'è un pannello informativo che comprende anche una piccola visuale unica del ring dall'alto.
Si possono affrontare incontri singoli a due giocatori, oppure una serie di cinque incontri di difficoltà crescente contro una sequenza variabile di avversari controllati dal computer. 
Tutti i pugili sono diversi per fisionomia e caratteristiche, entrambe di tipo realistico. I pugili controllati dai giocatori possono essere scelti tra quattro possibili e le loro caratteristiche sono completamente personalizzabili, regolandole con controlli scorrevoli: postura (destra o sinistra, unica scelta binaria mentre le altre sono graduali), mano più forte, miglior colpo (alla testa o al corpo), punto di forza (velocità o potenza), debolezza (fatica o tagli).
In partita i pugili possono regolare la propria guardia tra cinque altezze possibili. I pugni si possono dare in varie direzioni puntando a varie parti del corpo. Il tipo e la forza dei colpi dipendono anche dalla propria guardia attuale; ad esempio dall'alto si sferrano i più deboli jab e dal basso si caricano i colpi più forti. 
I pugili sono sempre fissi uno di fronte all'altro, ma possono spostarsi insieme sul ring; lo spostamento non è direttamente controllabile, ma è influenzato dalle azioni effettuate, e riuscire a mettere l'avversario alle corde rende più efficaci i propri colpi.
Si può riportare una vittoria per KO se si riduce a zero una barra di energia dell'avversario con molti colpi messi a segno in rapida successione; in tal caso la visuale su di lui cambia in una scena del conteggio dei 10 secondi. Altrimenti il vincitore viene determinato ai punti, dopo un numero massimo di round impostabile. Dopo ogni round viene mostrata una schermata con varie statistiche dell'incontro.